# 17041 Castagna
17041 Castagna este o planetă minoră (asteroid) din centura de asteroizi. A fost descoperită pe 19 martie 1999 la Experimental Test Site⁠(d) de Lincoln Near-Earth Asteroid Research. 
Obiectul prezintă o orbită caracterizată de o semiaxă mare de 2,2717838 UAi, o excentricitate de 0,09, o înclinație de 3,49929 ° în raport cu ecliptica.